# Blood Money (альбом Mobb Deep)
Blood Money — сьомий студійний альбом американського хіп-хоп дуету Mobb Deep, випущений 2 травня 2006 року на лейблах Interscope та G-Unit Records.
Це єдиний альбом гурту, випущений на лейблі G-Unit Records. Цей альбом також став першим студійним альбомом Mobb Deep, на якому немає спільних треків з Big Noyd. У записі альбому взяли участь репери з групи G-Unit, Nyce та R&B-виконавці Mary J. Blige і Nate Dogg. Альбом був спродюсований Havoc, The Alchemist, Dr. Dre, Sha Money XL та іншими.
Альбом дебютував на 3 місці у чарті Billboard 200 та 1 місці у чарті Top R&B/Hip-Hop Albums в американському журналі Billboard. Альбом також досяг 70 місця в чарті UK Albums Chart у Великій Британії. За даними Soundscan, за перший тиждень було продано 106 тисяч копій альбому.
Альбом містить три сингли, які потрапили в чарти: «Outta Control (Remix)» (feat. 50 Cent), «Have a Party» (feat. 50 Cent & Nate Dogg) і «Put Em in Their Place». Бонус-трек «Have a Party» спочатку з'явився на саундтреку до фільму Розбагатій або помри (2005). «Outta Control (Remix)» також з'явився як бонус-трек на перевиданні альбому 50 Cent The Massacre (Special Edition) і досяг 6 місця в чарті Billboard Hot 100.

## Прийом критиків
Blood Money отримав загалом змішані відгуки від музичних критиків. На сайті Metacritic, який надає нормалізовані оцінки зі 100 оглядів від основних критиків, альбом отримав середній бал 55, заснований на 17 відгуках, що вказує на «змішані або середні рецензії».

## Список композицій
| #     | Назва                                                       | Автор                                                                                        | Продюсер(и)                     | Тривалість |
| ----- | ----------------------------------------------------------- | -------------------------------------------------------------------------------------------- | ------------------------------- | ---------- |
| 1.    | «Smoke It»                                                  | Albert Johnson, Kejuan Muchita, Michael Clervoix, Derick Prosper                             | Havoc                           | 2:57       |
| 2.    | «Put Em in Their Place»                                     | Johnson, Muchita, Clervoix, Ky Miller                                                        | Havoc, Ky Miller & Sha Money XL | 4:00       |
| 3.    | «Stole Something» (за участю Lloyd Banks)                   | Johnson, Muchita, Christopher Lloyd, Micky Jones                                             | Havoc                           | 3:57       |
| 4.    | «Creep» (за участю 50 Cent)                                 | Johnson, Muchita, Curtis Jackson, R. Pant, Bappi Lahiri                                      | Havoc                           | 4:01       |
| 5.    | «Speaking So Freely»                                        | Johnson, Muchita, H. Ehrlinger, G. Greffenius, Gerhard Narholz                               | Havoc                           | 3:11       |
| 6.    | «Backstage Pass» (за участю 50 Cent)                        | Johnson, Muchita, K. Harrold                                                                 | K-Lassik Beats                  | 3:05       |
| 7.    | «Give It to Me» (за участю Young Buck)                      | Johnson, Muchita, David Brown, M. Castro, N. Lewis, J. Antoine, Jackson, J. Lalit, A. Sameer | Profile                         | 3:08       |
| 8.    | «Click Click» (за участю Tony Yayo)                         | Johnson, Muchita, Marvin Bernard, Stu Phillips, G. Larson                                    | Havoc                           | 4:25       |
| 9.    | «Pearly Gates» (за участю 50 Cent)                          | Johnson, Muchita, Jackson, A. Manfriedi, R. Bowles                                           | Exile                           | 4:16       |
| 10.   | «Capital P, Capital H» (за участю Nyce)                     | Johnson, Muchita, C. Richmond, J. Whitton                                                    | Product & Whitton               | 4:15       |
| 11.   | «Daydreamin'»                                               | Johnson, Muchita, Clervoix, C. Burnett                                                       | Chad Beatz                      | 3:15       |
| 12.   | «The Infamous» (за участю 50 Cent)                          | Johnson, Muchita, Alan Maman, F. Brathwaite                                                  | The Alchemist                   | 3:53       |
| 13.   | «In Love with the Moulah»                                   | Johnson, Muchita, J.R. Rotem                                                                 | J.R. Rotem                      | 3:13       |
| 14.   | «It's Alright» (за участю 50 Cent та Mary J. Blige)         | Johnson, Muchita, Jackson, Mary J. Blige, W. Harris, W. Henderson, G. Matta                  | Havoc                           | 4:25       |
| 15.   | «Have a Party» (бонус-трек; за участю 50 Cent та Nate Dogg) | Johnson, Muchita, Jackson, Nathaniel Hale, Farid Nassar                                      | Fredwreck                       | 3:56       |
| 16.   | «Outta Control (Remix)» (бонус-трек; за участю 50 Cent)     | Jackson, Johnson, Muchita, Andre Young, Michael Elizondo, Mark Batson, C. Pope               | Dr. Dre & Mike Elizondo         | 4:07       |
| 59:56 |                                                             |                                                                                              |                                 |            |

| Бонус-трек у Великій Британії | Бонус-трек у Великій Британії | Бонус-трек у Великій Британії | Бонус-трек у Великій Британії | Бонус-трек у Великій Британії |
| #                             | Назва                         | Автор                         | Продюсер(и)                   | Тривалість                    |
| ----------------------------- | ----------------------------- | ----------------------------- | ----------------------------- | ----------------------------- |
| 1.                            | «So Ill»                      | —                             | Ky Miller                     | 3:02                          |
| 3:02                          |                               |                               |                               |                               |

## Семпли
«Stole Something»
- «Puella Puella» від Man

«Creep»
- «Dil Tha Akela Akela» від Lata Mangeshkar

«Speakin' So Freely»
- «Solitude of the Mountains» від Gil Flat

«Give It to Me»
- «Tujhe Yaad Na Meri AA Yee» від Jatin-Lalit

«Click Click»
- Knight Rider

«Pearly Gates»
- «The Judgement Day» від Tavares

«The Infamous»
- «Gangbusters» — written від F. Brathwaite — Scratch Mix від Grand Wizzard Theodore

«It’s Alright»
- «The Loneliest Man In Town» від Side Effect

«Have A Party»
- «I Love Rock 'n' Roll» від Joan Jett та the Blackhearts

## Чарти

### Щотижневі чарти
| Чарт (2006)                                  | Найвища позиція |
| -------------------------------------------- | --------------- |
| Australian Albums (ARIA)                     | 81              |
| Бельгія Belgian Albums (Ultratop Wallonia)   | 90              |
| Канада Canadian Albums (Billboard)           | 6               |
| Франція French Albums (SNEP)                 | 37              |
| Німеччина German Albums (Media Control)      | 38              |
| Швейцарія Swiss Albums (Schweizer Hitparade) | 42              |
| Велика Британія UK Albums (OCC)              | 70              |
| США Billboard 200                            | 3               |
| США Top R&B/Hip-Hop Albums (Billboard)       | 1               |

### Річні чарти
| Чарт (2006)               | Позиція |
| ------------------------- | ------- |
| US Top R&B/Hip-Hop Albums | 71      |